# 道奇环形山
道奇环形山（Deutsch）是位于月球背面北半部一座古老的大撞击坑，约形成于45.5-39.2亿年前的前酒海纪，其名称取自美国天文学家暨科幻小说作家阿尔明·约瑟夫·多伊奇（1918年-1969年），1970年被国际天文学联合会正式接受。

## 描述

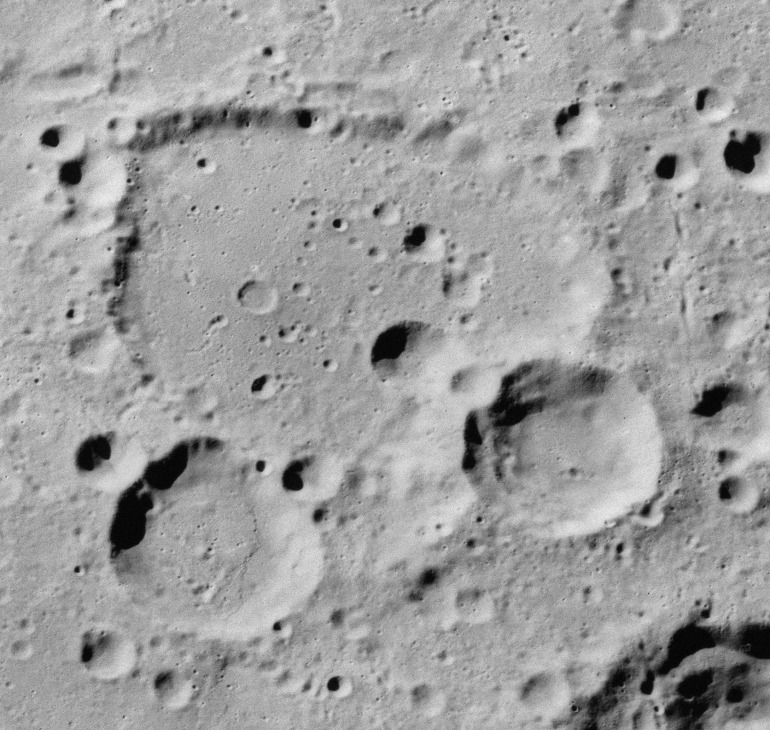
阿波罗16号测绘相机拍摄的西北向斜视图

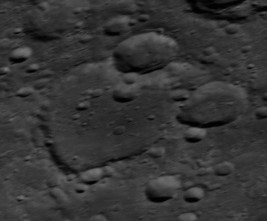
阿波罗14号哈苏相机拍摄的东向斜视图)

该陨坑西北偏西靠近阿尔塔莫诺夫环形山、北面毗邻大小类似的埃斯平环形山，更大的赛弗特环形山和古老的波尔祖诺夫环形山位于它的东北偏北及东北偏东，东南和南面分别坐落了年轻的奥尔科特环形山和已磨损的张衡陨石坑，而已损毁的马雷陨石坑则位于它的西南偏西方，它的西南延伸着笔直的阿尔塔莫诺夫链坑。该陨坑中心月面坐标为24°21′N 110°55′E / 24.35°N 110.91°E，直径73.33公里，深约2.77公里。
道奇环形山自形成以来，已经受了相当大的撞击磨损，外观轮廓类似心形状，它的西侧边缘向外突出，东侧边缘横跨了则卫星坑道奇 F，沿南侧坑壁切入了道奇 L。该环形山的坑壁相对低矮、破碎，其中东南段几乎已完全损毁，坑壁最大高出周边地形表面1310米，内部容积约有4845.94立方千米。碗状的坑底相对平坦，散布有许多大小不同的撞击坑，沿西侧边缘覆盖有一道来自布鲁诺陨石坑的射纹束。

## 卫星陨石坑
按惯例，最靠近道奇环形山的卫星坑将在月图上以字母标注在它的中心点旁边。

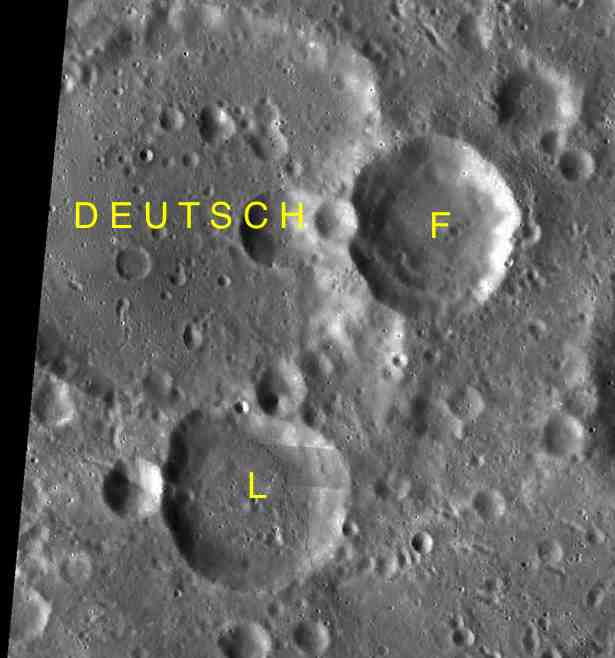
LAC-47 区域图

| 道奇 | 纬度     | 经度      | 直径     |
| ---- | -------- | --------- | -------- |
| F    | 24.37° N | 112.37° E | 29.8公里 |
| L    | 22.74° N | 111.43° E | 31.3公里 |

- 卫星坑道奇 F和道奇 L约形成于酒海纪[1]。

## 延伸閱讀
- Andersson, L. E.; Whitaker, E. A. . NASA RP-1097. 1982.
- Blue, Jennifer. . USGS. July 25, 2007  [2007-08-05]. （原始内容存档于2014-09-24）.
- Bussey, B.; Spudis, P. . New York: Cambridge University Press. 2004. ISBN 978-0-521-81528-4.
- Cocks, Elijah E.; Cocks, Josiah C. . Tudor Publishers. 1995. ISBN 978-0-936389-27-1.
- McDowell, Jonathan. . Jonathan's Space Report. July 15, 2007  [2007-10-24]. （原始内容存档于2018-12-25）.
- Menzel, D. H.; Minnaert, M.; Levin, B.; Dollfus, A.; Bell, B. . Space Science Reviews. 1971, 12 (2): 136–186. Bibcode:1971SSRv...12..136M. doi:10.1007/BF00171763.
- Moore, Patrick. . Sterling Publishing Co. 2001. ISBN 978-0-304-35469-6.
- Price, Fred W. . Cambridge University Press. 1988. ISBN 978-0-521-33500-3.
- Rükl, Antonín. . Kalmbach Books. 1990. ISBN 978-0-913135-17-4.
- Webb, Rev. T. W.  6th revised. Dover. 1962. ISBN 978-0-486-20917-3.
- Whitaker, Ewen A. . Cambridge University Press. 1999. ISBN 978-0-521-62248-6.
- Wlasuk, Peter T. . Springer. 2000. ISBN 978-1-85233-193-1.